# 周家嘴路
周家嘴路是中国上海市跨虹口区东部和杨浦区的一条干道，东西走向。

## 交会道路（西向东）
- 溧阳路
- 梧州路
- 如皋路
- 商丘路
- 金田路
- 新建路
- 海伦路
- 通州路
- 高阳路
- 海门路
- 公平路
- 舟山路
- 安国路
- 保定路
- 大连路
- 辽阳路
- 通北路
- 许昌路
- 双辽路
- 江浦路
- 兰州路
- 长浜路
- 凤城路
- 黄兴路
- 源泉路
- 双阳路
- 隆昌路
- 水丰路
- 内江路
- 军工路